# Шовковиця Сковороди
Шовковиця Сковороди — ботанічна пам'ятка природи місцевого значення. Розташована на території Національного університету «Києво-Могилянська Академія» у Подільському районі м. Києва. Шовковиця зростає поблизу входу на територію старого корпусу академії по вул. Г. Сковороди, 2. Дерево заповідане у грудні 2011 року.

## Опис
Дерево — старовинний екземпляр шовковиці білої (чоловічий) з подвійним стовбуром віком 150 років. Висота дерев 18 м, на висоті 1,5 м це дерево має в охопленні до 3,8 м.

## Історія
Це дерево називають «Шовковицею Сковороди», не дивлячись на те, що коли його посадили, Григорія Савича вже не було серед живих. Ймовірно, шовковицю посадили наприкінці 50-х років XIX ст.

## Галерея

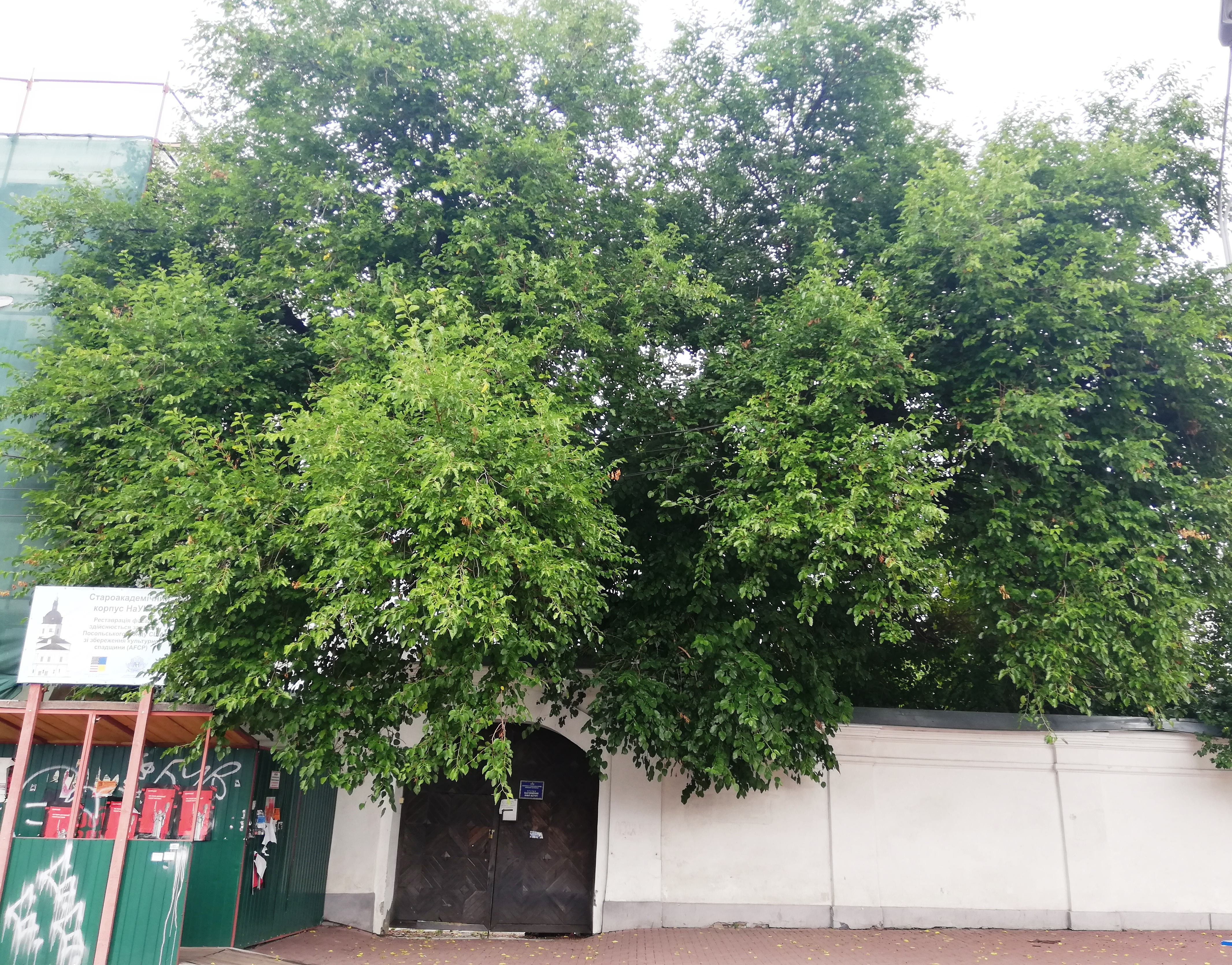
Шовковиця Сковороди 26 липня 2020 року
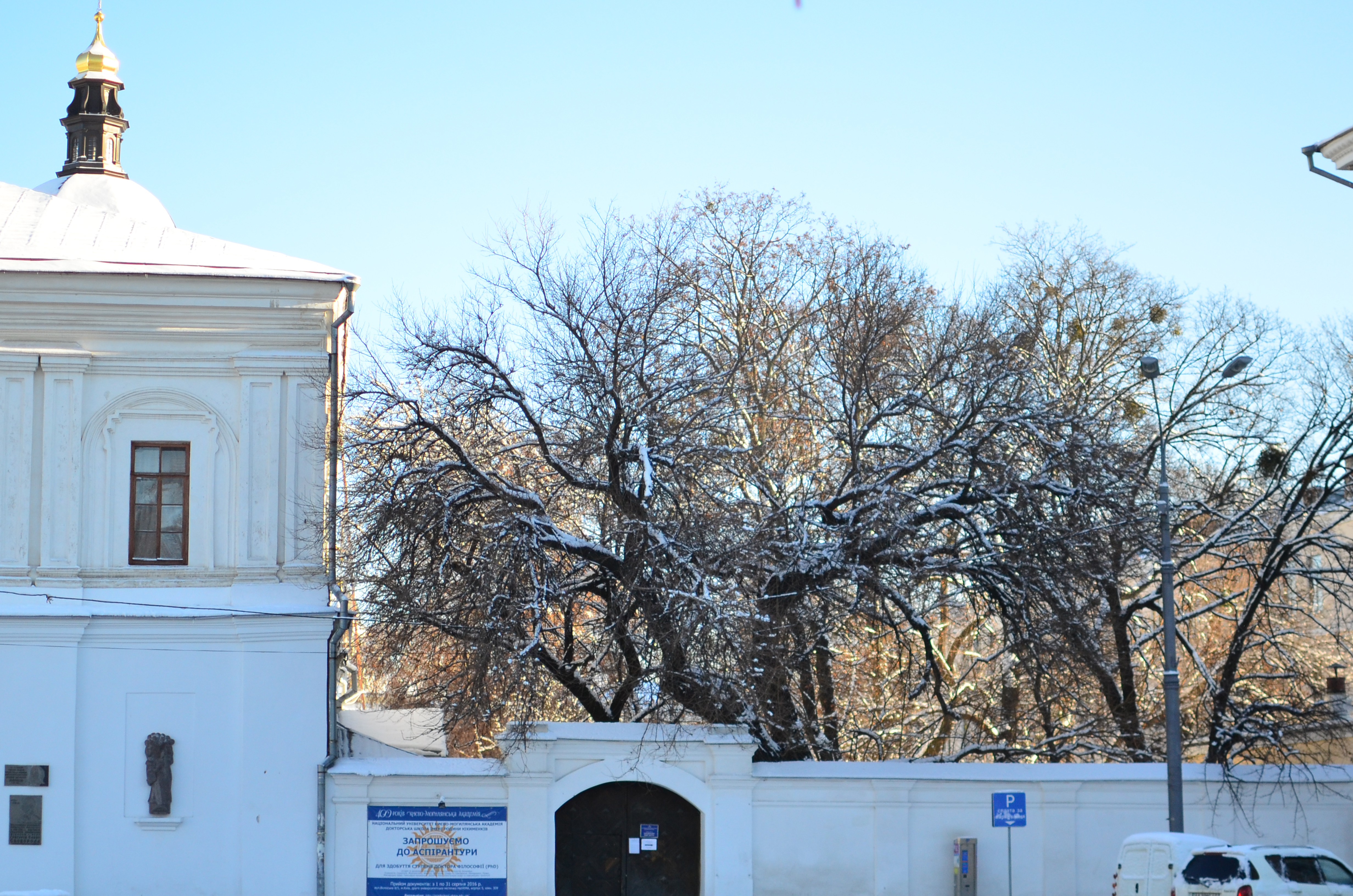
Шовковиця Сковороди 3 грудня 2017 року
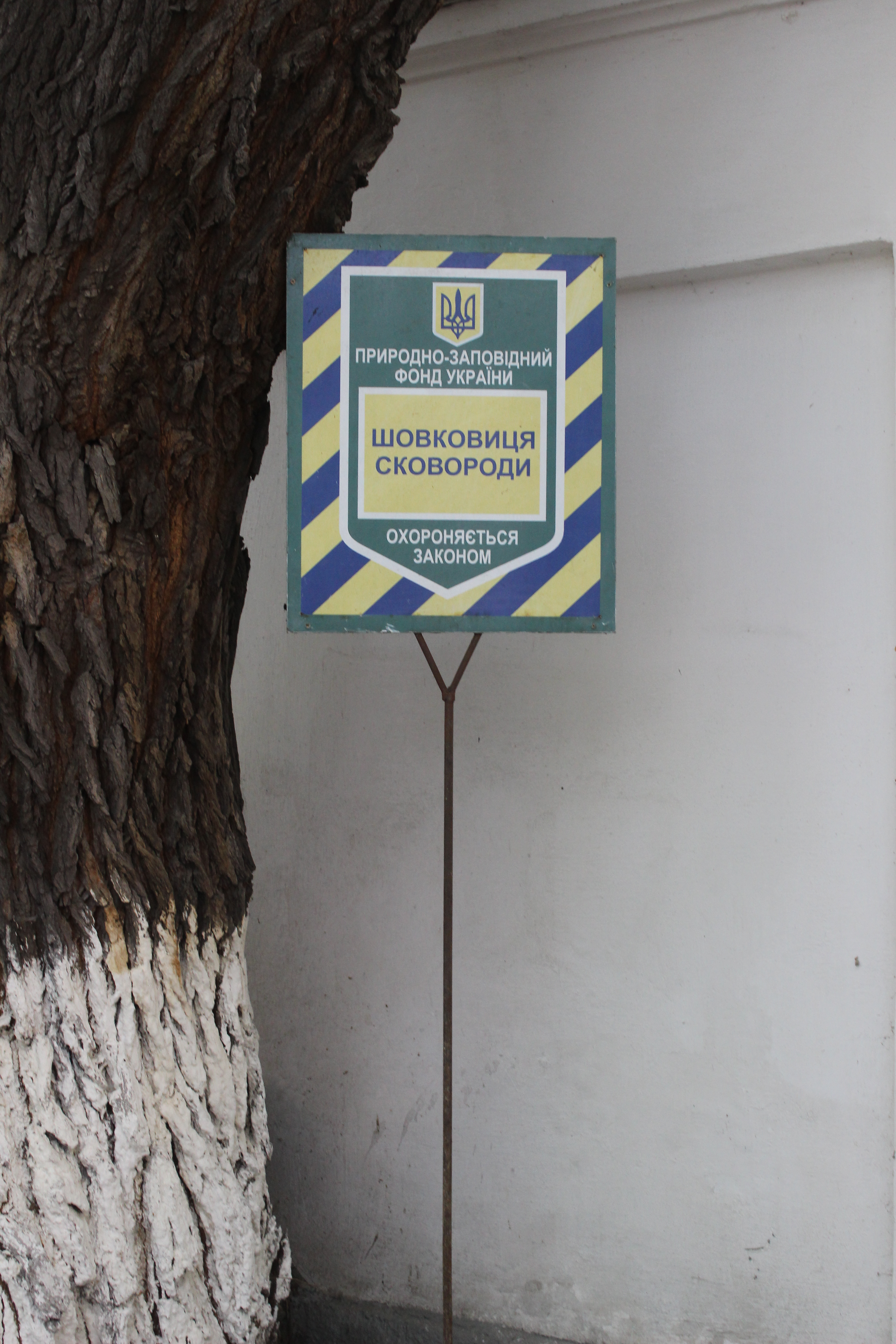
Табличка
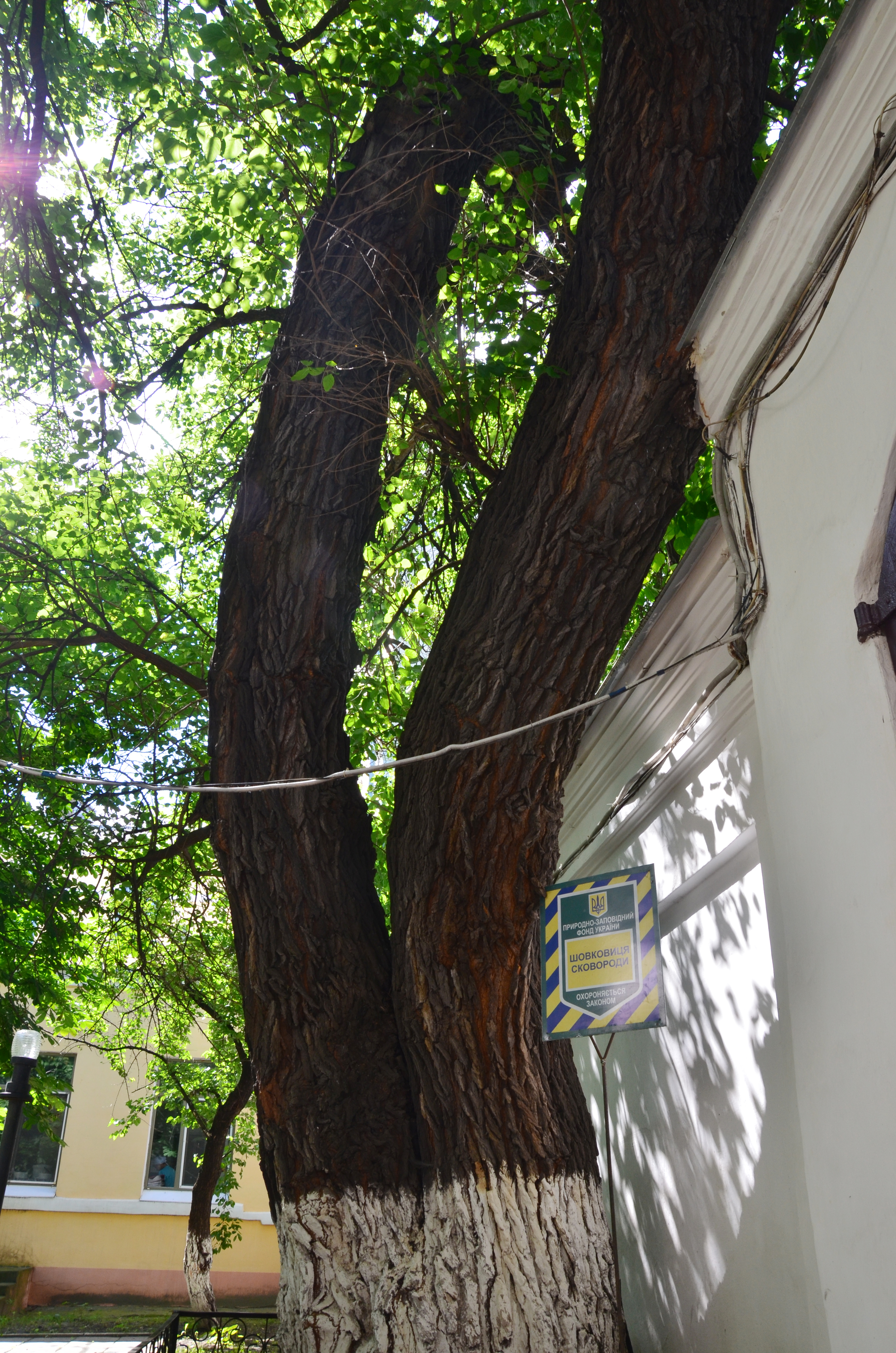
Шовковиця Сковороди 8 червня 2016 року